# Nationalpark Tierra del Fuego

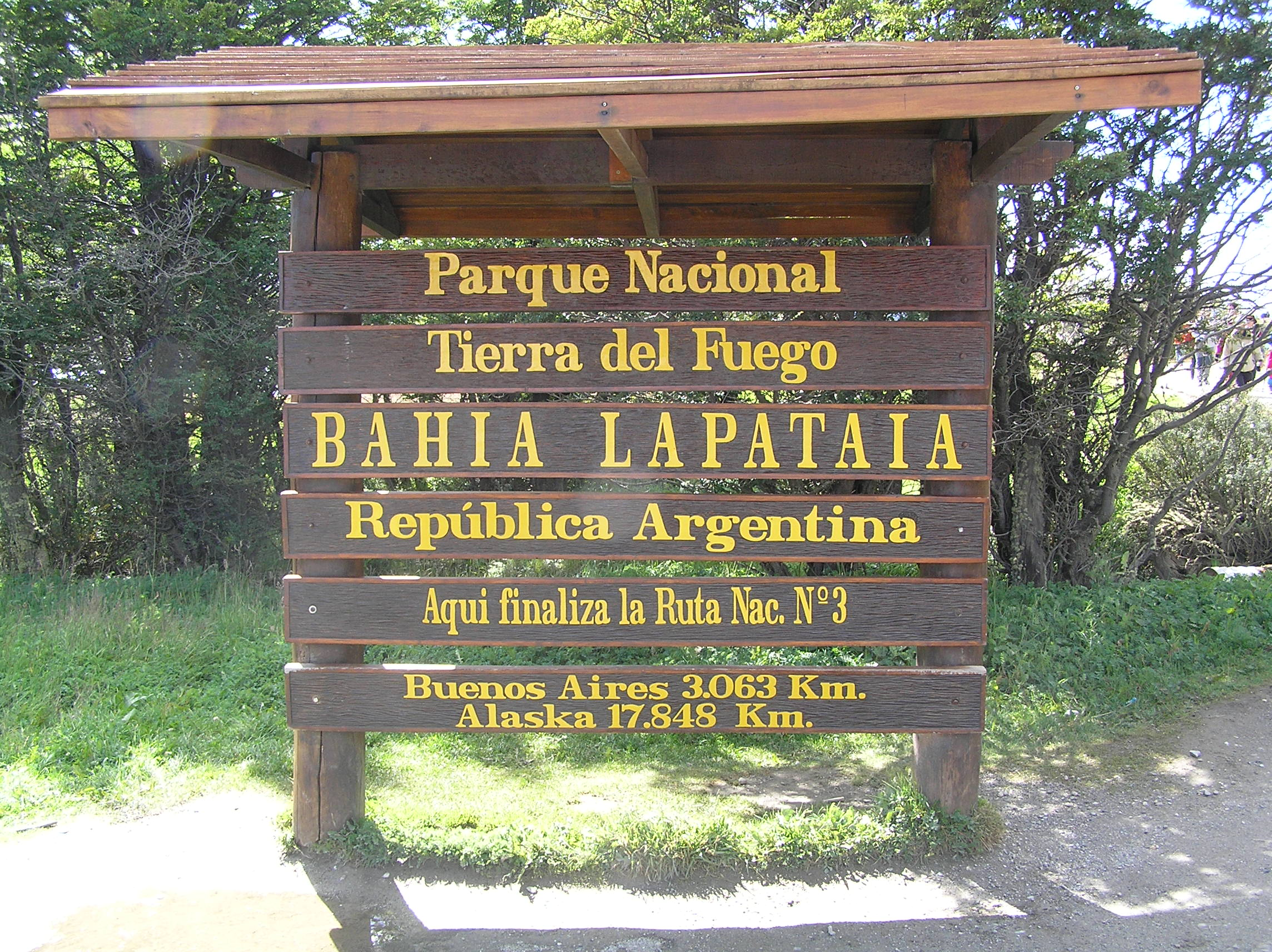
Ende der Nationalstraße 3 im Nationalpark Tierra del Fuego

Der Nationalpark Tierra del Fuego (deutsch Nationalpark Feuerland; spanisch Parque Nacional Tierra del Fuego) ist der südlichste Nationalpark Argentiniens. Das 630 km² große Schutzgebiet befindet sich im Südosten der Insel Feuerland, 10 km von der Stadt Ushuaia (54°48'S; 68°18'W) entfernt. Es erstreckt sich westlich der Stadt bis zur Grenze zu Chile und rund 50 km in nördliche Richtung bis jenseits des Fagnano-Sees. Der Park wurde 1960 mit dem Hauptziel gegründet, die südlichsten subantarktischen Wälder zu schützen. Daher ist nur eine Fläche von 20 km² im Süden für den Tourismus geöffnet.
Es ist einer der argentinischen Nationalparks, neben dem UNESCO Naturreservat Valdés und dem Naturschutzgebiet Reserva Costa Atlántica Tierra del Fuego, der über eine Meeresküste verfügt, da er im Süden vom Beagle-Kanal begrenzt wird. Zu den landschaftlichen Attraktionen im Nationalpark zählen Gletscher, tiefe Täler und Schluchten, Flüsse und Seen sowie Torfmoore. Die Laguna Negra ist ein Beispiel für ein Torfmoor, das noch in der Entstehung begriffen ist. 

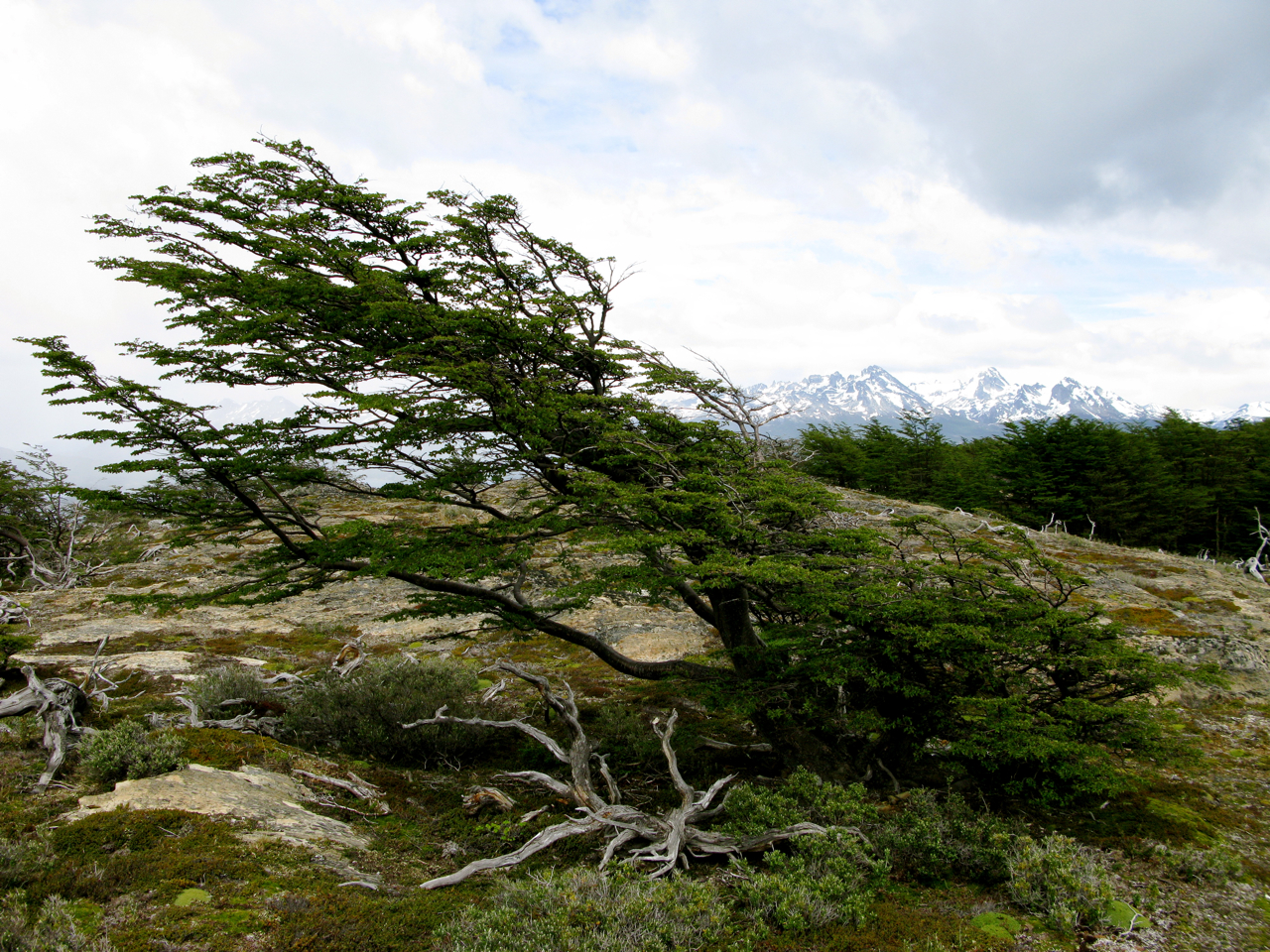
Die Antarktische Scheinbuche (Nothofagus antarctica) im Nationalpark Tierra del Fuego

Im südlichen Teil des Nationalparks gibt es eine Vielzahl von ausgeschilderten Wanderwegen (insgesamt 25 km), die zu verschiedenen Aussichtsplätzen oder besonderen Landschaftsformationen führen. Besonders schön ist der Weg zur Bahía Lapataia, einer Bucht am Beagle-Kanal, wo viele Wasservögel leben. Außerdem gibt es archäologische Stätten der Yámana-Ureinwohner, die vom Fischfang in Kanus lebten.

## Fauna
Die häufigsten Säugetierarten im Nationalpark sind der eingeführte Kanadische Biber und der Südliche Flussotter, ansonsten kommen nur Feuerlandfuchs und Guanaco vor. Zu den Vogelarten gehören  Andenkondor, Dampfschiffenten, Falklandkarakara, Kelpgans, Magellanspecht, Sturzbachente und Weißbauch-Höhenläufer. An der Küste findet sich die Antarktische Königskrabbe.